# 梅森台
梅森台（うめもりだい）は、愛知県日進市の町名。現行行政地名は梅森台一丁目から五丁目。

## 地理
日進市西部に位置し、東から南は梅森町、西は名古屋市天白区梅が丘二～四丁目、北は名東区梅森坂西一～二丁目に接する。

## 世帯数と人口
2022年（令和4年）9月1日現在の世帯数と人口は以下の通りである。
| 町丁   | 世帯数    | 人口    |
| ------ | --------- | ------- |
| 梅森台 | 1,302世帯 | 2,905人 |

## 学区
市立小・中学校に通う場合、学区は以下の通りとなる。また、公立高等学校に通う場合の学区は以下の通りとなる。
| 字・番地等 | 小学校           | 中学校               | 高等学校普通科 |
| ---------- | ---------------- | -------------------- | -------------- |
| 全域       | 日進市立西小学校 | 日進市立日進西中学校 | 尾張学区       |

## 歴史

### 沿革
- 1981年（昭和56年）1月31日 - 日進町大字梅森の一部より、同町梅森台一〜五丁目が成立[6]。
- 1994年（平成6年）10月1日 - 市制施行に伴い、日進市梅森台となる[7][8]。

## 施設
- 中部電力パワーグリッド梅森開閉所
- 梅森台公園
- 梅森公民館
- 眺景寺
- 梅森八幡社

## 交通
- 国道153号
- 愛知県道219号浅田名古屋線
- 愛知県道221号岩崎名古屋線

## その他

### 日本郵便
- 郵便番号 : 470-0133[2]（集配局：日進郵便局[9]）。